# Сретенский, Лев Владимирович
Лев Владимирович Сретенский (1925—2002) — ректор Ярославского государственного педагогического института им. К. Д. Ушинского (1966—1970) и Ярославского государственного университета (1970—1983).

## Биография
Родился 23 августа 1925 года в Ярославле. В 1943 году окончил школу № 37.
В 1946—1950 годах учился на историческом факультете Ярославского государственного педагогического института им. К. Д. Ушинского. Окончил аспирантуру по кафедре истории СССР. В 1953—1959 годах ассистент и старший преподаватель кафедры истории СССР. В 1960 году защитил кандидатскую диссертацию.
В 1960—1966 годах декан историко-филологического факультета, в 1966—1970 годах ректор Ярославского государственного педагогического института. В декабре 1969 года назначен ректором нового Ярославского государственного университета. В 1984—2002 годах профессор кафедры философии Ярославского государственного педагогического института (с 1993 года — университета).
Автор более 60 научных работ, 5 монографий, 2 учебных пособия.
Награждён орденами «Знак Почёта» (1981), Трудового Красного Знамени (1971), пятью медалями, знаком отличия «За заслуги перед городом Ярославлем». «Заслуженный работник высшей школы Российской Федерации» (2002, посмертно).
Умер 2 мая 2002 года. Похоронен на Леонтьевском кладбище Ярославля.

## Основные работы
- Помещичья вотчина нечернозёмной полосы России во второй половине XVIII века [автореферат дисс. к. и. н.]. — Ярославль: ЯГПИ, 1960. — 23 с.
- Помещичья инструкция второй половины XVIII века // Краеведческие записки. Вып. 4. — Ярославль: Яросл. гос. Ярославо-Ростовский ист.-арх. и худож. муз.-зап., 1960. — С. 197—211.
- Наша первая пятилетка. Новому вузу — свой почерк // Вестник высшей школы. — Ярославль: Яросл. гос. ун-т, 1971. — № 3. — С. 93—95.
- Методологические вопросы критики религии. — Ярославль: Верх. Волж. кн. изд., 1973. — 159 с.